# Cedrik-Marcel Stebe
Cedrik-Marcel Stebe (* 9. října 1990 Mühlacker) je německý profesionální tenista. Ve své dosavadní kariéře na okruhu ATP World Tour nevyhrál žádný turnaj. Na challengerech ATP a okruhu ITF získal k lednu 2012 tři tituly ve dvouhře.
Na žebříčku ATP byl nejvýše ve dvouhře klasifikován v listopadu 2011 na 81. místě a ve čtyřhře pak v červenci 2010 na 608. místě.
První čtvrtfinále na okruhu ATP si zahrál na turnaji MercedesCup 2011 ve Stuttgartu, kde přešel přes Nikolaje Davyděnka a Fabia Fogniniho. Na divokou kartu startoval na International German Open 2011, na němž porazil Juana Carlose Ferrera a opět Davyděnka, než skončil na Fernanda Verdasca.

## Finále na okruhu ATP Tour
| Legenda                   |
| D – dvouhra; Č – čtyřhra  |
| Grand Slam (0)            |
| Turnaj mistrů (0)         |
| ATP Tour Masters 1000 (0) |
| ATP Tour 500 (0)          |
| ATP Tour 250 (0–1 D)      |

### Dvouhra: 1 (0–1)
| Stav      | č. | datum         | turnaj            | povrch | soupeř ve finále     | výsledek |
| --------- | -- | ------------- | ----------------- | ------ | -------------------- | -------- |
| Finalista | 1. | červenec 2019 | Gstaad, Švýcarsko | antuka | Albert Ramos-Viñolas | 3–6, 2–6 |

## Finále na challengerech ATP a okruhu Futures
| Legenda           |
| ----------------- |
| Challengery (9 D) |
| Futures (3 D)     |

### Dvouhra (12 titulů)
| Č.  | Datum         | Turnaj              | Povrch    | Soupeř ve finále    | Výsledek      |
| --- | ------------- | ------------------- | --------- | ------------------- | ------------- |
| 1.  | květen 2010   | Padova, Itálie      | antuka    | Daniele Giorgini    | 4–6, 6–1, 6–2 |
| 2.  | únor 2011     | Antalya, Turecko    | tvrdý     | Denys Molčanov      | 6–4, 6–3      |
| 3.  | únor 2011     | Antalya, Turecko    | tvrdý     | Yannik Reuter       | 6–1, 6–0      |
| 4.  | září 2011     | Bangkok, Thajsko    | tvrdý     | Amir Weintraub      | 7–5, 6–1      |
| 5.  | září 2011     | Šanghaj, Čína       | tvrdý     | Alexandr Kudrjavcev | 6–4, 4–6, 7–5 |
| 6.  | listopad 2011 | São Paulo, Brazílie | tvrdý (h) | Dudi Sela           | 6–2, 6–4      |
| 7.  | září 2013     | Meknes, Maroko      | antuka    | Yannik Reuter       | 6–1, 4–6, 6–2 |
| 8.  | červen 2017   | Poprad, Slovensko   | antuka    | Laslo Djere         | 6–0, 6–3      |
| 9.  | srpen 2017    | Vancouver, Kanada   | tvrdý     | Jordan Thompson     | 6–0, 6–1      |
| 10. | září 2017     | Sibiu, Rumunsko     | antuka    | Carlos Taberner     | 6–3, 6–3      |
| 11. | listopad 2020 | Parma, Itálie       | tvrdý (h) | Liam Broady         | 6–4, 6–4      |
| 12. | září 2022     | Como, Itálie        | antuka    | Francesco Passaro   | 7–6(7–2), 6–4 |